# Jack London (friidrottare)
John Edward London, född 13 januari 1905 i Brittiska Guyana, död 2 maj 1966 i Storlondon, var en brittisk friidrottare.
London blev olympisk silvermedaljör på 100 meter vid sommarspelen 1928 i Amsterdam.